# Podolševa
Podolševa (Duits: Heiligengeist) is een plaats in Slovenië en maakt deel uit van de gemeente Solčava in de NUTS-3-regio Savinjska. De plaats telde 61 inwoners op 1 januari 2020.

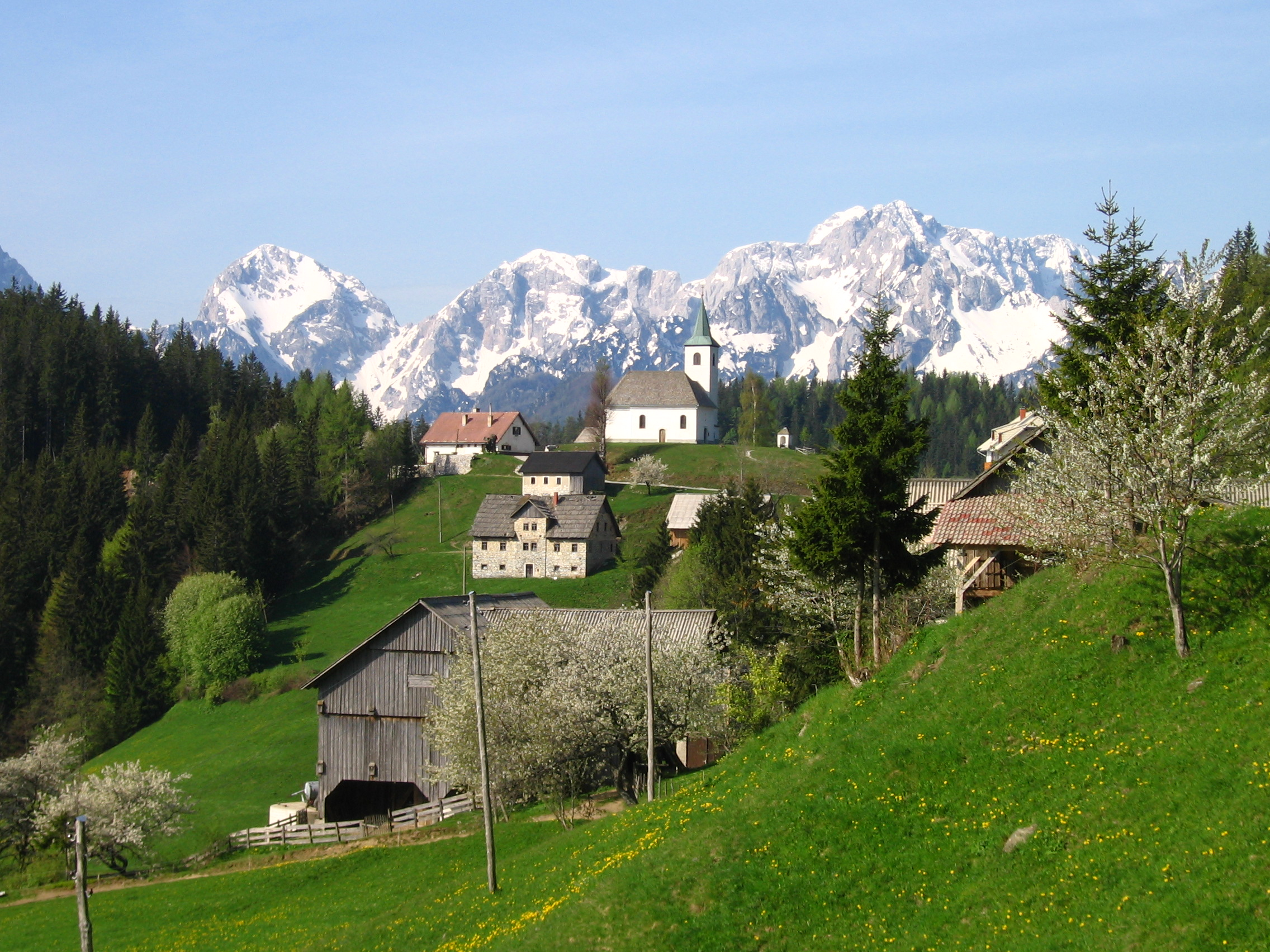
Podolševa in 2009